# Miguel Najdorf
Miguel Najdorf (15. duben 1910, Grodzisk Mazowiecki - 4. červenec 1997, Málaga) byl polsko-argentinský šachista židovského původu. Vytvořil tzv. Najdorfův systém, což je varianta zahájení sicilské obrany.
Najdorfovým učitelem šachu byl polsko-francouzský velmistr Savielly Tartakower. Když v roce 1939 vypukla válka, byl Najdorf členem polského mužstva na 8. šachové olympiádě v Buenos Aires a do Polska se nevrátil. To mu zachránilo život a mnoho jeho příbuzných bylo v Polsku zavražděno. Najdorf získal argentinské občanství a krátce po druhé světové válce se celosvětově proslavil, když sehrál simultánní partii na 45 šachovnicích, a to naslepo (hlídal tedy rozestavení a pohyb 1440 kamenů). Simultánka skončila po necelých 24 hodinách, Najdorf dosáhl 39 vítězství, 4 remíz a 2 proher.